# فرودگاه فایند لی
فرودگاه فایند لی (به انگلیسی: Findlay Airport) یک فرودگاه همگانی بهره‌برداری هوایی با کد یاتا FDY است که یک باند فرود آسفالت دارد و طول باند آن ۱۷۹۳ متر است. این فرودگاه در کشور ایالات متحده آمریکا قرار دارد و در ارتفاع ۲۴۸ متری از سطح دریا واقع شده است.